# Carla Conte
Carla Isabel Conte (Belgrano, Buenos Aires; 19 de abril de 1977) es una actriz, bailarina y presentadora de televisión argentina. Saltó a la fama a mediados de la década de los 2000 por ser la conductora de los programas de entretenimiento Call TV (2004-2005) y Feliz domingo (2005). Luego, en 2006, participó en la tercera temporada del reality show Bailando por un sueño del cual resultó ser la ganadora. 
Posteriormente, afianzó su carrera como conductora en los programas Este es el show (2007-2010), El casting de la tele (2008-2009), Vivo en Argentina (2011-2013) y Confrontados (2017-2020).

## Biografía
Carla Isabel Conte nació y se crio en el barrio de Belgrano en Buenos Aires. Es la segunda hija de José Conte y María del Carmen Caputo. Tiene dos hermanos llamados Miguel y José. Estudió en el Colegio Normal 10 de Juan Bautista Alberdi. Tras finalizar sus estudios secundarios, Conte trabajó como niñera, mesera y modelo hasta que consiguió trabajo en una casa de cambio, donde recibió una indemnización, la cual utilizó para solventar sus estudios artísticos, tomando clases de baile con Augusto Fernandes y se formó en la academia de Julio Bocca.

## Carrera profesional
Carla Conte inició su carrera como bailarina teniendo su primer trabajo en el espectáculo El varieté del farabute (2000) en el teatro El Vitral. En 2001, Conte formó parte del grupo de bailarinas del programa La cajita social club de Canal 13, sin embargo, el programa fue retirado de la programación por su baja audiencia. Tiempo después, se trasladó al exterior para trabajar como bailarina en el programa A todo dar (2003) en Costa Rica, donde estuvo dos meses. Luego, Conte debutó como conductora en el programa de cable Tienes una cita (2003-2004) de Cosmopolitan TV en México.
Aunque no fue hasta el 2004, cuando regresó a Buenos Aires y su carrera tomó impulso por ser la conductora del programa de juegos telefónicos Call TV de Canal 9 emitido en la medianoche. A partir de esto, Conte comenzó a tener participaciones en otros programas que incluyeron su debut como actriz en el ciclo humorístico No hay 2 sin 3 (2004-2005) y en la telenovela Los Roldán (2005). Al mismo tiempo, continuó extendiendo su experiencia como conductora trabajando en el programa de entretenimientos Feliz domingo (2005) con Silvio Soldán y David Kavlin, y también presentó el programa de juegos Sabelotodo (2005) junto a Martín Liberman en la señal de Fox Sports.
A comienzos del 2006, Conte condujo con Emiliano Rella el programa de citas Juagados por amor emitido por Canal 9. En simultáneo, debutó como actriz de teatro en la obra Boeing boeing (2006), interpretando el papel de Janet en el teatro Metropolitan. Ese mismo año, participó en la tercera temporada del reality show de baile Bailando por un sueño conducido por Marcelo Tinelli, donde resultó ser ganadora tras vencer a la modelo María Vázquez en la final del programa con el 58% de los votos obtenidos por el público. En 2007, regresó como participante en la cuarta temporada del Bailando, donde quedó eliminada a una instancia de las semifinales. Durante ese tiempo, Conte fue la conductora del programa de entrevistas El objeto del deseo (2007) de Cosmopolitan TV. Seguidamente, la empresa Ideas del Sur la contrató para conducir con José María Listorti el programa Este es el show, que cubría el trasfondo mediático del Bailando. A fines de ese año, se sumó a la obra de comedia musical El show de las divorciadas que se estrenó en el teatro Candilejas 2 durante la temporada veraniega de Villa Carlos Paz.
En 2008, fue convocada nuevamente junto a Listorti para ser los conductores del programa de talentos El casting de la tele que se emitió hasta el año 2009 por Canal 13. Ese año, Conte realizó una participación especial en la telenovela infantojuvenil Patito feo, asumiendo el papel de Paula, una actriz famosa. Luego, apareció en la película de comedia Dos amigos y un ladrón (2008) dirigida por Jaime Lozano, que marcó su primer papel en cine. Poco después, Conte se unió al elenco de la obra La cena de los tontos (2008-2009) protagonizada por Guillermo Francella y Adrián Suar, en la cual personificó a Cristina, la esposa de Pablo (Francella). En 2010, decidió renunciar a la conducción del programa Este es el show para dedicarse a la crianza de su primera hija.
A mediados del 2011, Conte regresó a la televisión para conducir junto a Lalo Mir el programa de entrevistas Vivo en Argentina emitido por la TV Pública. En 2013, realizó la conducción de su primer programa de radio propio titulado Nac & Rock emitido por Radio Nacional Argentina. En agosto de ese año, Conte renunció al programa Vivo en Argentina para resguardar su segundo embarazo. En 2014, apareció en la película de comedia romántica Un amor en tiempos de selfies, donde interpretó a Miriam. Después, retomó su carrera como conductora con el programa Juegos mayores (2015) de la señal Acua Mayor, siendo acompañada por Sebastián Almada. Ese mismo año, Conte incursionó como panelista en el programa de espectáculos Infama conducido por Rodrigo Lussich en América TV. En paralelo, volvió a la actuación protagonizando la obra de teatro El cruce en el teatro Metropolitan y realizó una aparición especial en la serie de comedia Según Roxi, donde se puso en la piel de Azul.
En 2016, trabajó como panelista en la última temporada del programa Los unos y los otros presentado por Andrea Politti en América TV. Seguido a esto, fue convocada para participar del Bailando 2016, donde se convirtió en la decimoséptima pareja eliminada del certamen. En 2017, Conte fue elegida para conducir junto a Lussich el programa de espectáculos Confrontados de El nueve, del cual estuvieron al frente por tres años. En 2021, fue la responsable de conducir con Coco Silly el programa de variedades 70 de la TV Pública. A inicios del 2022, Conte condujo junto a Diego Korol el programa de entretenimientos Recreo emitido por América TV. Después de esto, la TV Pública la volvió a juntar con Silly para ser la dupla de conductores del programa de juegos Noche de mente (2022-2023), donde estuvo por dos años. En ese mismo periodo, Conte fue fichada para coprotagonizar la comedia teatral El divorcio durante la temporada de verano en Mar del Plata y luego se trasladaron a Buenos Aires.
Posteriormente, Conte presentó el ciclo televisivo Festivales argentinos (2024) de El nueve. Luego, protagonizó la miniobra La última ronda en Microteatro. En 2025, se incorporó como integrante del programa Ángel responde conducido por Ángel de Brito y transmitido por YouTube en el canal de Bondi.

## Vida personal
En 2005, Conte inició una relación amorosa con el músico Guillermo Brutto, a quien conoció cuando era bailarina de su banda de música. El 18 de junio de 2009, nació la primera hija de la pareja, una niña llamada Mora. El 18 de enero de 2014, nació Facundo, el segundo hijo de la pareja. En agosto de 2017, Conte confirmó que se había separado de Brutto después de trece años de relación.

## Filmografía

### Cine
| Año  | Título                        | Papel   | Dirección    |
| ---- | ----------------------------- | ------- | ------------ |
| 2008 | Dos amigos y un ladrón        | Mariana | Jaime Lozano |
| 2014 | Un amor en tiempos de selfies | Miriam  | Emilio Tamer |

### Televisión
| Año       | Título                    | Papel        | Notas                          |
| --------- | ------------------------- | ------------ | ------------------------------ |
| 2001      | La cajita social club     | Bailarina    |                                |
| 2003      | A todo dar                | Bailarina    |                                |
| 2003-2004 | Tienes una cita           | Conductora   |                                |
| 2004-2005 | Call TV                   | Conductora   |                                |
| 2004-2005 | No hay 2 sin 3            | Alumna       | Sketch: Ricos y mocosos        |
| 2005      | Feliz domingo             | Coconductora |                                |
| 2005      | Sabelotodo                | Conductora   |                                |
| 2005      | Los Roldán                | Rocío        |                                |
| 2006      | Juagados por amor         | Conductora   |                                |
| 2006      | Showmatch: Bailando 3     | Participante | Ganadora                       |
| 2007      | Showmatch: Bailando 2007  | Participante | 26.ta pareja eliminada         |
| 2007      | El objeto del deseo       | Conductora   |                                |
| 2007-2010 | Este es el show           | Conductora   |                                |
| 2008      | Patito feo                | Paula        |                                |
| 2008-2009 | El casting de la tele     | Conductora   |                                |
| 2011-2013 | Vivo en Argentina         | Conductora   |                                |
| 2015      | Juegos mayores            | Conductora   |                                |
| 2015      | Infama                    | Panelista    |                                |
| 2015      | Según Roxi                | Azul         | Episodio: «Mami hipocondriaca» |
| 2016      | Los unos y los otros      | Panelista    |                                |
| 2016      | Showmatch: Bailando 2016  | Participante | 17.ma pareja eliminada         |
| 2017-2020 | Confrontados              | Conductora   |                                |
| 2017      | Si me volviera a enamorar | Ana          |                                |
| 2020      | Taller en casa            | Conductora   |                                |
| 2021      | 70                        | Conductora   |                                |
| 2022      | Recreo                    | Conductora   |                                |
| 2022-2023 | Noche de mente            | Conductora   |                                |
| 2024      | Festivales argentinos     | Conductora   |                                |

### Web
| Año           | Título         | Papel      | Plataforma |
| ------------- | -------------- | ---------- | ---------- |
| 2025          | Ángel responde | Panelista  | Bondi      |
| 2025-presente | Soy de acá     | Conductora | Somos      |

### Videos musicales
| Año  | Video           | Artista            | Ref.   |
| ---- | --------------- | ------------------ | ------ |
| 2001 | «Irresponsable» | Memphis la Blusera | [ 12 ] |

## Teatro
| Año       | Título                     | Papel            | Lugar                              |
| --------- | -------------------------- | ---------------- | ---------------------------------- |
| 2000      | El varieté del farabute    | Bailarina        | Teatro El Vitral                   |
| 2003      | Zapping                    | Bailarina        | Teatro Lorange                     |
| 2006      | Boeing boeing              | Janet            | Teatro Metropolitan                |
| 2007-2008 | El show de las divorciadas | María            | Teatro Candilejas 2                |
| 2008-2009 | La cena de los tontos      | Cristina         | Teatro Corrientes                  |
| 2015      | El cruce                   | La presentadora  | Teatro Metropolitan                |
| 2022-2023 | El divorcio                | Susana           | Teatro Mar del Plata / Multiteatro |
| 2024      | La última ronda            | Mujer misteriosa | Microteatro                        |

## Radio
| Año  | Título       | Rol        | Emisora                  |
| ---- | ------------ | ---------- | ------------------------ |
| 2009 | Nada que ver | Conductora | Radio UFO Point          |
| 2013 | Nac & Rock   | Conductora | Radio Nacional Argentina |

## Premios y nominaciones
| Año  | Organización                   | Categoría                          | Trabajo                    | Resultado | Ref(s) |
| ---- | ------------------------------ | ---------------------------------- | -------------------------- | --------- | ------ |
| 2005 | Premios Martín Fierro          | Artista revelación                 | Call TV / Feliz domingo    | Nominada  | [ 52 ] |
| 2007 | Premios Martín Fierro de Cable | Mejor labor en conducción femenina | El objeto del deseo        | Nominada  | [ 53 ] |
| 2008 | Premios VOS                    | Chica del verano                   | El show de las divorciadas | Nominada  | [ 54 ] |